# Kunova
Kunova este o localitate din comuna Gornja Radgona, Slovenia, cu o populație de 132 de locuitori.